# Nimfkruid
Nimfkruid (Najas) is een geslacht van waterplanten uit de waterkaardefamilie (Hydrocharitaceae). De soorten kennen een kosmopolitische verspreiding.

## Soorten
- Najas affinis Rendle
- Najas ancistrocarpa A.Braun ex Magnus
- Najas arguta Kunth
- Najas australis Bory ex Rendle
- Najas baldwinii Horn
- Najas brevistyla Rendle
- Najas browniana Rendle
- Najas canadensis Michx.
- Najas chinensis N.Z.Wang
- Najas conferta (A.Braun) A.Braun
- Najas filifolia R.R.Haynes
- Najas flexilis (Willd.) Rostk. & W.L.E.Schmidt
- Najas gracillima (A.Braun ex Engelm.) Magnus
- Najas graminea Delile
- Najas grossareolata L.Triest
- Najas guadalupensis (Spreng.) Magnus
- Najas hagerupii Horn
- Najas halophila L.Triest
- Najas heteromorpha Griff. ex Voigt
- Najas horrida A.Braun ex Magnus
- Najas indica (Willd.) Cham.
- Najas kurziana  Rendle
- Najas madagascariensis Rendle
- Najas major All.
- Najas malesiana W.J.de Wilde
- Najas marina L. - Groot nimfkruid
- Najas minor All. - Klein nimfkruid
- Najas oguraensis Miki
- Najas pectinata (Parl.) Magnus
- Najas pseudogracillima L.Triest
- Najas rigida Griff.
- Najas schweinfurthii Magnus
- Najas tenuicaulis Miki
- Najas tenuifolia R.Br.
- Najas tenuis Magnus
- Najas tenuissima (A.Braun ex Magnus) Magnus
- Najas testui Rendle
- Najas welwitschii Rendle
- Najas wrightiana A.Braun

... · 
Blyxa · 
Egeria · 
Elodea · 
Hydrocharis · 
Najas · 
Stratiotes · 
Vallisneria · 
...